# Renta fija

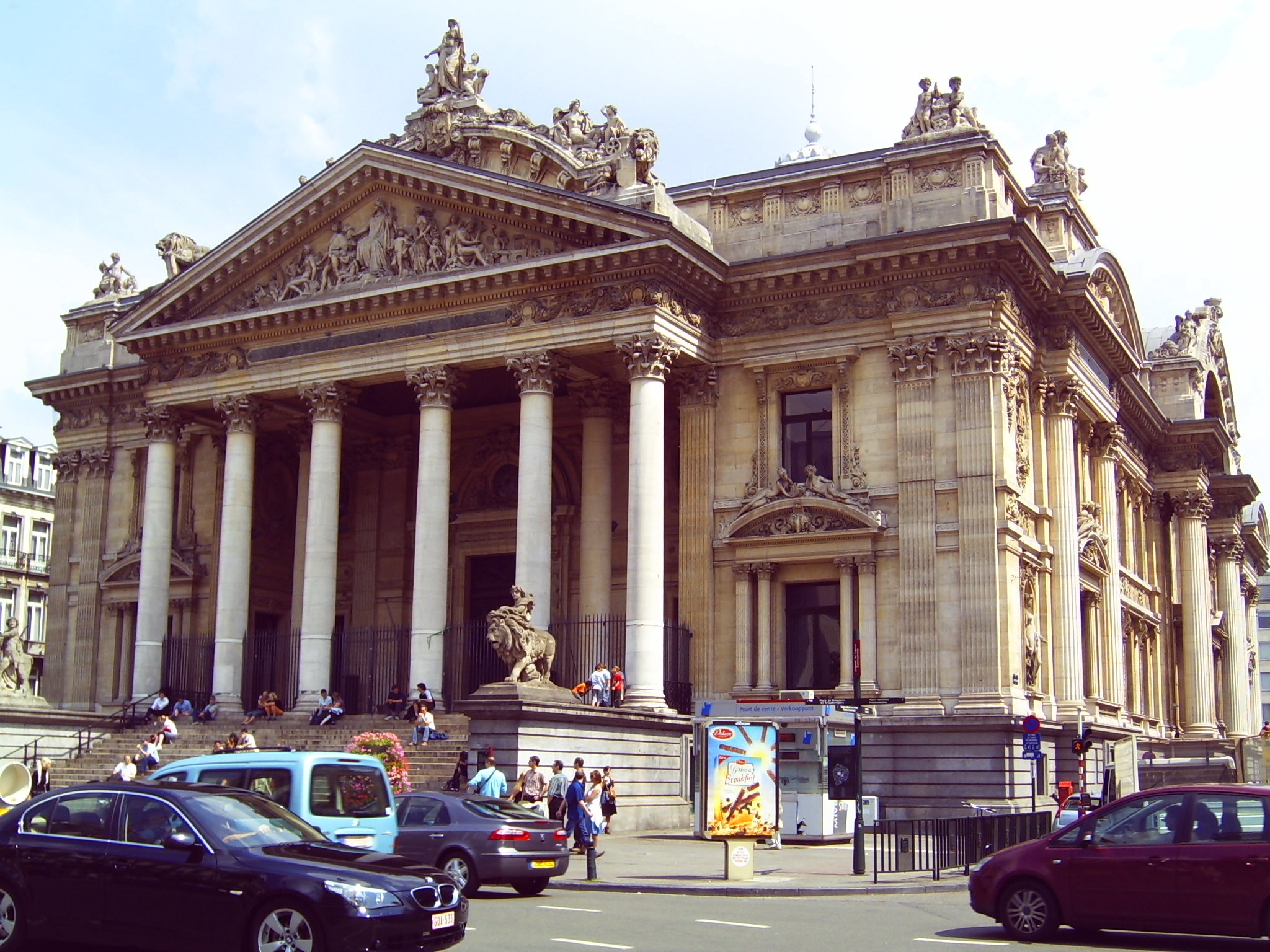
Bolsa de Bruselas

Los instrumentos de inversión de renta fija son emisiones de deuda que realizan los estados y las empresas dirigidos a un amplio mercado. Generalmente son emitidos por los gobiernos y entes corporativos de gran capacidad financiera en cantidades definidas que conllevan una fecha de expiración.
La renta fija funciona exactamente igual que un préstamo bancario, pero tiene algunas particularidades:
- Los prestamistas son una gran cantidad de inversores, que se denominan obligacionistas.
- La deuda se representa mediante títulos valores.

A cambio de prestar su capital, los inversionistas reciben un interés cada determinado tiempo. El abono de este interés se puede realizar de manera implícita con activos cupón cero, o de manera explícita mediante cupones que se emiten de forma periódica en el caso de los bonos o de las obligaciones. La determinación de la tasa de ganancia de este tipo de instrumentos dado que se requiere calcular mediante fórmulas matemáticas y financieras que se refieren a la compra de dichos instrumentos mediante un descuento que ofrece el mercado. 
Una vez hecha la adquisición de dichos instrumentos con descuento, el instrumento se podrá ofrecer a un precio más elevado. Para el emisor de los títulos representa una fuente de financiación más barata que a través de los bancos ya que se evita la intermediación y se reparte el riesgo.

## Activos de renta fija
Los activos de renta fija, también llamados "bonos" son instrumentos de deuda emitidos por entidades como Gobiernos Nacionales, Provinciales, Municipales o Empresas privadas que éstas venden a otras entidades o particulares. Los bonos otorgan al propietario el derecho a cobrar los intereses y el capital en el futuro, así como cualquier otro derecho establecido en el Prospecto de Emisión. Su característica más relevante es que su rentabilidad, obtenida por el cobro de intereses, está determinada para toda la vida de la emisión, lo que no significa que siempre el tipo de interés será fijo o constante a lo largo de toda la vida del activo.
Los activos de renta fija o bonos suelen pagar un interés en forma periódica; la tasa de interés contractual se la denomina "cupón" y en la mayoría de los casos suelen devolver el capital al vencimiento (modalidad bullet) aunque existen también bonos con programa de amortización del capital. También existen bonos que no pagan cupón de interés, conocidos como bonos "cupón cero", tal el caso de las letras del tesoro y los pagarés de empresas en los que el rendimiento se genera por la diferencia entre el precio de adquisición y el precio de amortización del título.

## Riesgo de la renta fija
El término fija, se refiere al plazo de vencimiento de las obligaciones y no al precio, que está sujeto a las oscilaciones del mercado aunque no tan pronunciadas como sucede con las acciones. La variación en los tipos de interés y en el riesgo credíticio de las empresas (rating) provoca oscilaciones en el valor de las obligaciones.
La característica fundamental de este tipo de valores es que se conceden como una deuda de las instituciones hacia los inversores, es decir, que tienen un fuerte respaldo financiero para quien los adquiere. Aunque el riesgo de oscilación del precio existe, el inversor puede optar por mantener la deuda hasta su vencimiento, recibiendo la rentabilidad acordada en la emisión.